# Condado de Coös
El condado de Coös (en inglés: Coös County) (pronunciado [ˈkoʊ.ɒs], con dos sílabas) es uno de los diez condados del estado estadounidense de Nuevo Hampshire. 
El condado de Coös abarca el área más grande que cualquier condado de Nuevo Hampshire, aunque es el menos poblado, con 33,111 al 2000. La sede del condado es Lancaster. 

## Geografía
Según la Oficina del Censo, el condado tiene un área total de 4742 km² (1830,9 mi²), de la cual 4662 km² (1800,0 mi²) es tierra y 80 km² (30,9 mi²) (1.70%) es agua.

## Demografía
En el censo de 2000, hubo 33,111 personas, 13,961 hogares, y 9,158 familias residiendo en el condado. La densidad poblacional era de 18 personas por milla cuadrada (7/km²). En el 2000 había 19,623 unidades unifamiliares en una densidad de 11 por milla cuadrada (4/km²). La demografía del condado era de 98.05% blancos, 0.12% afroamericanos, 0.28% amerindios, 0.37% asiáticos, 0.02% isleños del Pacífico, 0.16% de otras razas y 1.00% de dos o más razas. 0.61% de la población era de origen hispano o latinos de cualquier raza. 23.5% eran de origen francés, 19.8% franco-canadienses, 14.2% inglés, 10.2% irlandés y 10.0% estadounidense 16.17% de la población habla francés en casa.  Archivado el 28 de marzo de 2014 en Wayback Machine.
La renta per cápita promedia del condado era de $33,593, y el ingreso promedio para una familia era de $40,654. Los hombres tenían un ingreso per cápita de $32,152 versus $21,088 para las mujeres. La renta per cápita para el condado era de $17,218.

## Ciudades, pueblos y áreas no incorporadas
Ciudades
- Berlin (antigua sede del condado)

Pueblos
- Carroll
- Clarksville
- Colebrook
- Columbia
- Dalton
- Dummer
- Errol
- Gorham
- Jefferson
- Lancaster
- Milan
- Northumberland
  - Villa de Groveton (no incorporado), el asentamiento principal de Northumberland
- Pittsburg
- Randolph
- Shelburne
- Stark
- Stewartstown
- Stratford
- Whitefield

Áreas no incorporadas
de Nuevo Hampshire, localidades, parcelas, municipios (diferentes de pueblos), y compras que son partes no incorporadas de un condado ni partes de ciudades o pueblos. Ellos tienen autogobierno ilimitado, si es que tienen, ya que muchos están inhabitados. 
- Atkinson & Gilmanton Academy Grant
- Bean's Grant
- Bean's Purchase
- Cambridge
- Chandler's Purchase
- Crawford's Purchase
- Cutt's Grant
- Dix's Grant
- Dixville
  - Dixville Notch, villa dentro del municipio de Dixville, más conocido como las pequeñas comunidades que cuentan los votos en el proceso de las primarias presidenciales nacionales.
- Erving's Location
- Green's Grant
- Hadley's Purchase
- Kilkenny
- Low and Burbank's Grant
- Martin's Location
- Millsfield
- Odell
- Pinkham's Grant
- Sargent's Purchase, ubicación del Monte Washington y Tuckerman Ravine
- Second College Grant
- Success
- Thompson and Meserve's Purchase
- Wentworth's Location

### Periódicos
- The Coös County Democrat - publicado cada miércoles en Lancaster
- The News and Sentinel - publicado semanalmente en Colebrook
- The Berlin Daily Sun
- The Berlin Reporter - publicado cada miércoles en Berlin
- Great Northwoods Journal - publicado diaramente en Lancaster, tirada de 8,900